# Adolpho Ducke
Adolpho Ducke   (Trieste, 19 d'octubre de 1876 - Fortaleza, 5 de gener de 1959) va ser un botànic, entomòleg i etnòleg brasiler, d'origen italià.

## Biografia
Comença a treballar en la selva amazònica com entomòleg per al Museo Paraense Emílio Goeldi mes, sota la influència dels botànics Jacques Huber (1867-1914) i de Paul Le Cointe (1870-?), s'orienta cap a l'estudi de la flora. Fa nombrosos viatges a l'Amazones on estudia l'estructura del sistema forestal. Publica 180 articles i monografies, principalment sobre les lleguminoses.
Ducke descriu 900 noves espècies i 50 nous gèneres de plantes. L'any 1918, a més del seu intens treball per al Museo Paraense, col·labora amb altres institucions com el Jardí botànic de Rio de Janeiro o l'Institut Agronómico del Norte. Durant la primera meitat del segle xx, va ser un dels més importants autoritats sobre la flora amazònica.
L'any 1954, pels seus raonaments sobre l'esdevenir de la selva amazònica, suggereix a l'Institut Nacional de Pesquisas de la Amazónia INPA, de crear reserves naturals. No va arribar a veure els seus esforços coronats abans de morir. L'any 1963, es crea la Reserva Florestal Adolpho Ducke. Igualment un jardí botànic a l'est de Manaus porta el seu nom.

## Algunes publicacions

### Entomològiques
- Ducke, A. 1897. Aufzahlung der bei Triest im Jahr 1896 von mir gesammelten Osmia-Arten und Beschribung einer neuen Art. Ent. Nachr., 23, 38-43
- Ducke, A. 1898. Zur Kentnis der Bienenfauna des österreichischen Kustenlandes. Ent. Nachr., 24, 212-217, 257-262
- Ducke, A. 1899. Neue Arten und Varietaten der Gattung Osmia Panz. Ent. Nachr., 25, 211-215
- Ducke, A. 1900. Die Bienengattung Osmia Panz., als Erganzung zu Schmiedeknecht's 'Apidae europaeae', col. II, in ihren palaerctischen Arten monographisch bearbeitet. Ber. Ver., 25, 1-323
- Ducke, A. 1901. Beitrage zur Kenntnis der geographischen Verbreitung der Chrysididen und Beschreibung von drei neuen Arten. Zeitschr. Syst. Hymenopterol. Dipterol., 1, 353-361
- Ducke, A. 1901. Beobachtungen über Blutenbesuch, Erscheinungszeit etc. der bei Pará vorkommenden Bienen. Zeitschr. Syst. Hymenopterol. Dipterol., 1, 25-32, 49-67
- Ducke, A. 1901. Beobachtunger über Blutenbesuch, Erscheinungszeit etc. der bei Pará vorkommenden Bienen. Zeitschr. Syst. Hymenopterol. Dipterol., 1, 25-67
- Ducke, A. 1901. Zur Kenntnis einiger Sphegiden von Pará (Hym.). Zeitschr. Syst. Hymenopterol. Dipterol., 1, 241-242
- Ducke, A. 1901. Zur Kenntnis einiger Sphegiden von Pará. Zeitschr. Syst. Hymenopterol. Dipterol., 1, 241-242
- Ducke, A. 1902. As espécies paraenses do gênero Euglossa Latr. Bol. Mus. Paraense Emilio Goeldi, 3, 561-577
- Ducke, A. 1902. Beobachtungen über Blutenbesuch, Erscheinungszeit etc. der bei Pará vorkommenden Bienen. Allg. Zeitschr. Entomol., 7, 321-325, 360-368, 400-404, 417-421
- Ducke, A. 1902. Die stachellosen Bienen (Melipona) von Pará. Zool. Jb. Abt. Syst. Geogr. Biol. Tiere, 17, 285-328
- Ducke, A. 1902. Ein neue südamerikanische Cleptes-Art. Zeitschr. Syst. Hymenopterol. Dipterol., 2, 91-93
- Ducke, A. 1902. Ein neues Subgenus von Halictus Latr. Zeitschr. Syst. Hymenopterol. Dipterol., 2, 102-103
- Ducke, A. 1902. Ein wenig bekanntes Chrysididengenus Amisega Cam. Zeitschr. Syst. Hymenopterol. Dipterol., 2, 141-144
- Ducke, A. 1902. Neue Arten des Genus Bothynostethus Kohl. Verhandl. Zool. Bot. Ges., 52, 575-580
- Ducke, A. 1902. Neue Goldwespen von Pará (Hym.). Zeitschr. Syst. Hymenopterol. Dipterol., 2, 204-207
- Ducke, A. 1902. Neue sudamerikanischen Chrysiden. Zeitschr. Syst. Hymenopterol. Dipterol., 3, 97-104
- Ducke, A. 1903. Beitrage zur Synonymie der neotropischen Apiden. Zeitschr. Syst. Hymenopterol. Dipterol., 3, 176-177.
- Ducke, A. 1903. Biologische Notizen über einige südamerikanische Hymenoptera. Allgem. Zeitschr. Ent., 8, 368-372.
- Ducke, A. 1903. Biologische Notizen über südamerikanischen Hymenoptera. Allg. Zeit. Entomol., 8, 368.
- Ducke, A. 1903. Neue Grabwespen vom Gabiete des unteren Amazonas. Verhandl. Zool. Bot. Ges. Wien, 53, 265-270.
- Ducke, A. 1903. Neue Grabwespen vom Gebiete des unteren Amazonas. Verhandlungen der kaiserlich-königlichen Zoologisch-Botanischen Gesellschaft in Wien, 53, 265-270.
- Ducke, A. 1903. Neue südamerikanische Chrysididen. Zeitschr. Syst. Hymenopterol. Dipterol., 3, 129-136, 226-232.
- Ducke, A. 1904. Beitrag zur Kenntnis der Bienengattung Centris F. Zeitschr. Syst. Hymenopterol. Dipterol., 4, 209-214.
- Ducke, A. 1904. Nachtrag zu dem Artikel über die Sphegiden Nordbrasiliens. Zeitschr. Syst. Hymenopterol. Dipterol., 4, 189-190.
- Ducke, A. 1904. Revisione dei Crisididi dello stato Brasiliano del Pará. Boll. Soc. Ent. Ital., 36, 13-48.
- Ducke, A. 1904. Sobre as Vespidas sociaes do Pará. Bol. Mus. Emílio Goeldi, 4, 317-371.
- Ducke, A. 1904. Zur Kenntnis der Diploptera vom Gebiet des unteren Amazonas. Zeitschr. Syst. Hymenopterol. Dipterol., 4(3), 134-143.
- Ducke, A. 1904. Zur Kenntnis der Sphegiden Nordbrasiliens. Zeitschr. Syst. Hymenopterol. Dipterol., 4, 91-98.
- Ducke, A. 1905. Biologische Notizen über einige Südamerikanische Hymenoptera. Zeitschr. wiss. Insektenbiol., 10/11, 175-177, 117-121.
- Ducke, A. 1905. Nouvelles contributions a la connaissance des Vespides sociaux de l'Amerique du Sud. Rev. Ent., 24, 1-24.
- Ducke, A. 1905. Sobre as Vespidas sociaes do Pará (I. Supplemento). Bol. Mus. Emílio Goeldi, 4, 652-698.
- Ducke, A. 1905. Supplemento alla revisione dei Crisididi dello stato Brasiliano del Pará. Boll. Soc. Ent. Ital., 36, 99-109.
- Ducke, A. 1905. Zur Abgrenzung der neotropischen Schmarotzerbienengattungen aus der nachsten Verwandtschaft von Melissa Smith. Zeitschr. Syst. Hymenopterol. Dipterol., 5, 227-229.
- Ducke, A. 1906. Alla revisione dei Chrysididi dello stato Brasiliano del Pará (2º supl.). Boll. Soc. Ent. Ital., 38, 3-19.
- Ducke, A. 1906. Beitrag zur Kenntnis der Solitärbienen Brasiliens. Zeitschr. Syst. Hymenopterol. Dipterol., 6, 394-400.
- Ducke, A. 1906. Biologische Notizen über einige Südamerikanische Hymenoptera. Zeitschr. wiss. Insektenbiol., 2, 17-21.
- Ducke, A. 1906. Contribution à la connaissance de fauna hymènoptérologique du Brésil central-méridional. Rev. Ent., 25, 5-11.
- Ducke, A. 1906. Les espécies de Polistomorpha Westw. Bull. Soc. Ent. Fr., 1906, 163-166.
- Ducke, A. 1906. Neue Beobachtungen über die Bienen der Amazonasländer. Zeitschr. Syst. Hymenopterol. Dipterol., 2, 51-60.
- Ducke, A. 1906. Neue Beobachtungen über die Bienen der Amazonsländer. Allg. Zeit. Ent., 2, 51-60.
- Ducke, A. 1906. Supplemento alla revisione dei Chrysididi dello stato Brasiliano del Pará. (Second suppl.). Boll. Soc. Ent. Ital., 38, 3-19.
- Ducke, A. 1907 -1908. Contribution à la connaissance de la faune hyménoptérologique du nord-est du Brésil. Rev. Ent., 26, 73-96.
- Ducke, A. 1907. Beitrag zur Kenntnis der Solitärbienen Brasiliens. Zeitschr. Syst. Hymenopterol. Dipterol., 7, 80, 321-325, 361-368, 455-461.
- Ducke, A. 1907. Contribution à la connaissance des scoliides de l'Amérique du Sud. Rev. Ent., 26, 5-9.
- Ducke, A. 1907. Contributions à la connaissance des scoliides de l'Amérique du Sud. II. Rev. Ent., 26, 145-148.
- Ducke, A. 1907. Nouveau genre de Sphégides. Ann. Soc. Ent. Fr., 76, 28-30.
- Ducke, A. 1907. Nouveau genre des Sphégides (Hym.). Ann. Soc. Ent. Fr., 76, 28-29.
- Ducke, A. 1907. Novas contribuições para o conhecimento das vespas sociaes (Vespidae sociales) da região neotropical. Bol. Mus. Paraense Emílio Goeldi, 5, 152-199.
- Ducke, A. 1907. Zur Synonomie einiger Hymenoptera Amazoniens. Zeitschr. Syst. Hymenopterol. Dipterol., 7, 137-144.
- Ducke, A. 1907. Zur Synonymie einiger Hymenopteren Amazoniens. Zeitschr. Syst. Hymenopterol. Dipterol., 7, 137-141.
- Ducke, A. 1908. Beiträge zur Hymenopterenkunde Amerikas. Dt. ent. Zeitschr., 1908, 695-700.
- Ducke, A. 1908. Contribution à la connaissance de la faune hyménoptèrologique du nord-est du Brésil. II. Hyménoptères récoltés dans l'Etat de Ceará en 1908. Rev. Ent., 27, 57-87.
- Ducke, A. 1908. Contribution à la connaissance des hyménoptères des deux Amériques. Rev. Ent., 27, 28-55.
- Ducke, A. 1908. Zur Kenntnis der Schmarotzerbienen Brasiliens. Zeitschr. Syst. Hymenopterol. Dipterol., 8, 44-47, 99-104
- Ducke, A. 1909- 1911. Alla revisione dei chrysidi dello stato Brasiliano del Pará (third suppl.). Boll. Soc. Ent. Ital., 41, 89-115
- Ducke, A. 1909. Deux vespides nouveaux du Muséum National Hungrois. Ann. Hist. Nat. Mus. Nat. Hungarici, 7, 626-627.
- Ducke, A. 1909. Odyneropsis Schrottky, genre d'abeilles parasites mimétiques. Bull. Soc. Ent. Fr., 18, 306-309.
- Ducke, A. 1909. Terzo suplemento alla revisione dei crisididi dello stato brasiliano del Pará. Boll. Soc. Ent. Ital., 41, 89-115.
- Ducke, A. 1910. Contribution á la connaissance de la faune hymènoptérologique du nord-est du Brésil. Rev. Ent., 29, 78-122.
- Ducke, A. 1910. Contribution à la connaissance des scoliides de l'Amérique du Sud. III. Rev. Ent., 29, 73-77.
- Ducke, A. 1910. Explorações botânicas e entomológicas no Estado do Ceará. Rev. Trimestral do Instituto do Ceará, 24, 3-61.
- Ducke, A. 1910. Révision des guêpes sociales polygames d'Amérique. Ann. Mus. Nat. Hungarici, 8, 449-544.
- Ducke, A. 1910. Sur quelques euménides (Guepes solitaires) du Brésil. Rev. Ent., 29, 180-192.
- Ducke, A. 1910. Zur Synonymie der neotropischen Apidae (Hym.). Deutsch. Ent. Zeitschr., 1910, 362-369.
- Ducke, A. 1912. Die natürlichen Bienengenera Südamerikas. Zool. Jb. Abt. Syst. Geogr. Biol. Tiere, 34, 51-116.
- Ducke, A. 1913. As Chrysididas do Brazil. Catálogos da Fauna Brazileira, Museu Paulista, 4, 1-31
- Ducke, A. 1913. O gênero Pterombus Smith. Rev. Mus. Paulista, 5, 107-122.
- Ducke, A. 1913. Synonymie einiger Hymenopteren. Deutsch. Ent. Zeitschr., 1913, 330-333.
- Ducke, A. 1914. Über Phylogenie und Klassifikation der sozialen Vespiden. Zool. Jb. Abt. Syst. Geogr. Biol. Tiere, 36, 303-330.
- Ducke, A. 1916. Enumeração dos hymenópteros colligidos pela Comissão e revisão das espécies de abelhas do Brasil. Commissão de Linhas Telegráficas Estratégicas de Matto Grosso ao Amazonas, 35 (anexo 5), 1-175.
- Ducke, A. 1918. Catálogo das vespas sociaes do Brazil. Rev. Mus. Paulista, 10, 314-374.
- Ducke, A. 1925. Die stachellosen Bienen Brasiliens. Zool. Jb. Abt. Syst. Geogr. Biol. Tiere, 49, 335-448.

### Botàniques
- Ducke, A. 1910. Exploraçõés botânicas i entomológicas no Estatdo do Ceará. Rev. Trimestral do Institut do Ceará, 24, 3-61